# دريجة راكبة الموج
الدريجة راكبة الموج (الاسم العلمي:Aphriza) هي جنس من الطيور يتبع فصيلة دجاج الارض من الرتبة الزقزاقيات.

## أنواع
لهذا الجنس من الطيور نوع وحيد هو:
- الدريجة المتموجة (الاسم العلمي: Aphriza virgata)